# Wagiman

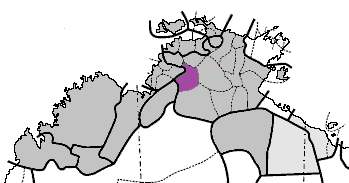
Die Verbreitung des Wagiman in Australien

Wagiman gehört zu den Gunwinyguan-Sprachen und wird im Northern Territory Australiens von den gleichnamigen Aborigines gesprochen. Diese Sprache ist ernsthaft gefährdet, da es 2000 nur noch etwa 10 Sprecher gab.

## Geschichte
Vor der Kolonisation Australiens umfasste das Land der Wagiman mehrere Hundert Quadratkilometer, weshalb die Sprache entsprechend weit verbreitet war. Allerdings wurde ihre Sprache im Rahmen der Kolonisation mehr und mehr vom Englischen verdrängt und ist daher heute stark gefährdet. Ein weiterer Grund für das Aussterben des Wagiman ist, dass die meisten einheimischen Aborigines statt des Wagiman das weiter verbreitete Mayali verwenden. Heute gibt es nur noch etwa 10 Sprecher, weshalb das Wagiman 2010 auch einen Eintrag in einem Artikel der Gesellschaft für bedrohte Völker erhielt, der bedrohte Sprachen behandelt.

## Grammatik

### Morphologie
Das Wagiman ist eine an Affixen sehr reiche Sprache. Affixe werden hier bei sehr vielen Wörtern eingesetzt, um weitere Informationen zum Zusammenhang anzugeben.

### Nomen
Nomen enden im Wagiman häufig auf Suffixe, die mehr Informationen über das Nomen selbst angeben. Ein Beispiel:
Katherine-gunda ba-di-nya-ma.
Sie kamen von Katherine.
Dem Ortsnamen Katherine wurde hierbei das Suffix -gunda angehängt. Dies drückt den Ablativ aus und informiert darüber, dass sie von Katherine kamen.

### Verben
Verben bestehen, wie die Nomen, ebenfalls zu großen Teilen aus zusammengesetzten Morphemen. Ein Beispiel:
Lagiban-buga-yi ba-nawu-jan bakga.
Die Aborigines versuchten, ihm Tabak zu geben.
Hier bedeutet das Verb ba-nawu-jan, dass sie etwas zu geben versuchten. Das ba- zeigt an, dass sie es waren, die es taten. -nawu- stellt das eigentliche Verb geben dar. Der letzte Teil des Wortes, -jan, zeigt an, dass das, was sie taten, in der Vergangenheit passiert ist. Dieser Aufbau des Verbs (1. Morphem: Wer? 2. Morphem: Was? 3. Morphem: Wann?) ist typisch für die Sprache Wagiman und tritt sehr häufig auf.